# Vollrath Lübbe
Vollrath Lübbe (4 de março de 1894 - 25 de abril de 1969) foi um general alemão que serviu nas duas guerras mundiais.

## Biografia
Entrou para o Exército alemão, possuindo a patente de cadete no ano de 1912 e Leutnant no ano de 1914. Após o fim da Primeira Guerra Mundial, Lübbe serviu em unidades de infantaria e cavalaria. Foi promovido para Oberst no dia 1 de junho de 1939, estando no início da Segunda Guerra Mundial no comando do Kav.Schtz.Rgt. 13.
Foi promovido para Generalmajor no dia 1 de outubro de 1942 e para Generalleutnant no dia 1 de abril de 1943.
Esteve no comando da 2. Schtz.Brig. no dia 1 de agosto de 1941. O seu primeiro comando de uma divisão ocorreu no dia 5 de setembro de 1942, quando assumiu a 2ª Divisão Panzer, em seguida comandou a 81ª Divisão de Infantaria e a 443ª Divisão de Infantaria.
Foi feito prisioneiro no ano de 1945 pelas tropas soviéticas e sentenciado a 15 anos de prisão, sendo libertado no ano de 1955.

## Patentes
- Cadete - 1912
- Leutnant - 1914
- Generalmajor - 1 de outubro de 1942
- Generalleutnant - 1 de abril de 1943[1]

## Condecorações
- Cruz Germânica em Ouro - 6 de março de 1943[1]
- Cruz de Cavaleiro da Cruz de Ferro - 17 de agosto de 1943[1][5]